# Hondón de los Frailes
Hondón de los Frailes község Spanyolországban, Alicante tartományban. Lakosainak száma 1310 fő (2024). Hondón de los Frailes Orihuela és Albatera községekkel határos.

## Népesség
A település lakosságának változását az alábbi diagram mutatja:
| Lakosok száma | 586  | 883  | 1109 | 1214 | 1217 | 1095 | 1165 | 1198 | 1299 | 1310 |
|               | 2001 | 2004 | 2006 | 2009 | 2011 | 2014 | 2016 | 2019 | 2021 | 2024 |